# Радыванюк, Алексей Сергеевич
Радыванюк Алексей, (род. 17 июня 1994 года в Минскe, Республика Беларусь) — белорусский спортсмен, выступающий по рукопашному бою. Первый Чемпион Европы по Рукопашному Бою из Республики Беларусь. Чемпион Республики Беларусь по Рукопашному Бою, Ушу-Саньда, Прикладному Рукопашному Бою. Мастер Спорта Республики Беларусь Международного класса по Рукопашному бою.

## Ранние годы
В 2011 году закончил в общеобразовательную школу №160. В этом же году начал обучение в Белорусском Государственном Университете Физической Культуры на факультете  «Массовые виды спорта» кафедра спортивно боевых единоборств и специальной подготовки, специальность тренер, преподаватель физической культуры . В 2015 году окончил университет и поступил в магистратуру по специальности   «Теория и методика физического воспитания, спортивной тренировки, оздоровительной и адаптивной физической культуры» . В январе 2017 года закончил обучение и получил степень магистра педагогических наук.

## Достижения
- 2012г. Чемпион Республики Беларусь по Рукопашному Бою
- 2013г. Чемпион Республики Беларусь по Рукопашному Бою
- 2015г. Чемпион Республики Беларусь по Рукопашному Бою

- 2015г. Чемпион Республики Беларусь по Ушу-Саньда

- 2015г. Mастера спорта Республики Беларусь  по Ушу-Саньда

- 2015г. Мастер Спорта Республики Беларусь по Рукопашному бою

- 2018г. Чемпион Республики Беларусь по Прикладному Рукопашному Бою

- 2018г.  Чемпион Европы по Рукопашному бою

- 2018г.  Мастер Спорта Республики Беларусь Международного класса по Рукопашному бою